# روني دونكان
روني دونكان (بالإنجليزية: Ronnie Duncan)‏ هو لاعب بولينغ بريطاني، ولد في 22 سبتمبر 1983 في إدنبرة في المملكة المتحدة.